# Halifax, Massachusetts
Halifax este un oraș în statul federal Massachusetts, SUA.